# Australian Open de 2016
O Australian Open de 2016 foi um torneio de tênis disputado nas quadras duras do Melbourne Park, em Melbourne, na Austrália, entre 18 e 31 de janeiro. Corresponde à 48ª edição da era aberta e a 104ª de todos os tempos.
Novak Djokovic repetiu a final do ano anterior contra Andy Murray e defendeu o título; seu sexto em Melbourne. Serena Williams, campeã em 2015, chegou à final, mas não teve a mesma sorte, perdendo para Angelique Kerber. Kerber se tornou a primeira tenista alemã de qualquer gênero a vencer um titulo de Grand Slam desde Steffi Graf, em Roland Garros de 1999.
Nas duplas, Martina Hingis e Sania Mirza continuam a sequência de vitórias e títulos no circuito. As líderes do ranking nessa data conquistaram o 3º título de Grand Slam, na sequência. O brasileiro Bruno Soares, por sua vez, levantou a taça nos outros dois eventos. Um mês depois de iniciar a parceria com Jamie Murray, consagrou-se com o britânico no título masculino; foi o primeiro de ambos. Em mistas, Soares confirmou a dobradinha, com Elena Vesnina, que ganhou o primeiro troféu na categoria.

## Transmissão
Esta é a lista de países e canais designados a transmitir o torneio durante a edição em questão.
Para países que não tiveram exclusividade na transmissão pela internet, como o Brasil, o site oficial do evento liberou gratuitamente as imagens de todas as quadras.
No YouTube, o Australian Open TV disponibilizou livestreams com câmeras em corredores do Melbourne Park, coletivas de imprensa, treinos e eventos secundários, como o de juvenis e cadeirantes.
Países lusófonos

| País(es) | Canal(is)   |
| -------- | ----------- |
| Brasil   | ESPN Brasil |
| Portugal | Eurosport   |

Resto do mundo
| País(es)                              | Canal(is)              |
| Países avulsos                        |                        |
| ------------------------------------- | ---------------------- |
| Austrália                             | Seven Network          |
| Brasil                                | ESPN Brasil            |
| Canadá                                | ESPN                   |
| China                                 | CCTV-5 iQIYI SMG       |
| Estados Unidos                        | ESPN Tennis Channel    |
| Fiji                                  | Fiji One [en]          |
| Índia                                 | Sony ESPN [en]         |
| Japão                                 | NHK WOWOW              |
| México                                | ESPN (América Latina)  |
| Nova Zelândia                         | Sky [en]               |
| Países Baixos                         | NOS, Eurosport         |
| Suíça                                 | SRG SSR, Eurosport     |
| Reino Unido                           | Eurosport              |
| Regiões                               |                        |
| África subsariana                     | SuperSport             |
| África setentrional                   | beIN Sports, Eurosport |
| América Central América do Sul Caribe | ESPN (América Latina)  |
| Ásia                                  | Fox Sports (Ásia)      |
| Europa                                | Eurosport              |
| Oriente Médio                         | beIN Sports            |

## Pontuação e premiação

### Distribuição de pontos
ATP e WTA informam suas pontuações em Grand Slam, distintas entre si, em simples e em duplas. A ITF responde exclusivamente pelos juvenis e cadeirantes.
Considerado torneio amistoso, o de duplas mistas não gera pontos.
No juvenil, os simplistas jogam duas fases de qualificatório (eram três até 2014 no Slam australiano), mas só os que passam à chave principal pontuam. Em duplas, a pontuação é por jogador. A partir da fase com 16, os competidores recebem pontos adicionais de bônus (os valores da tabela já somam as duas pontuações).

#### Profissional
| Evento            | V    | F    | SF  | QF  | R16 | R32 | R64 | R128 | Q  | Q3 | Q2 | Q1 |
| Simples masculino | 2000 | 1200 | 720 | 360 | 180 | 90  | 45  | 10   | 25 | 16 | 8  | 0  |
| Duplas masculinas | 2000 | 1200 | 720 | 360 | 180 | 90  | 0   | —    | —  | —  | —  | —  |
| Simples feminino  | 2000 | 1300 | 780 | 430 | 240 | 130 | 70  | 10   | 40 | 30 | 20 | 2  |
| Duplas femininas  | 2000 | 1300 | 780 | 430 | 240 | 130 | 10  | —    | —  | —  | —  | —  |

| Evento            | V   | F   | SF  | QF  | R16 | R32 | R64 | Q  | Q2 | Q1 |
| Simples Masculino | 375 | 270 | 180 | 120 | 75  | 30  | 25* | 20 | 0  | 0  |
| Simples Feminino  | 375 | 270 | 180 | 120 | 75  | 30  | 25* | 20 | 0  | 0  |
| Duplas Masculinas | 270 | 180 | 120 | 75  | 45  | 0   | —   | —  | —  | —  |
| Duplas Femininas  | 270 | 180 | 120 | 75  | 45  | 0   | —   | —  | —  | —  |

| Evento               | V   | F   | SF/3º lugar | QF/4º lugar |
| Simples              | 800 | 500 | 375         | 100         |
| Simples tetraplégico | 800 | 500 | 375         | 100         |
| Duplas               | 800 | 500 | 100         | —           |
| Duplas tetraplégicas | 800 | 100 | —           | —           |

### Premiação
A premiação geral aumentou 10% em relação a 2015. Os títulos de simples tiveram um acréscimo de A$ 300.000 cada.
O número de participantes em simples se difere somente na fase qualificatória (128 homens contra 96 mulheres). Os valores para duplas são por par. Diferentemente da pontuação, não há recompensa aos vencedores do qualificatório.
Juvenis não são pagos. Outras disputas, como a de cadeirantes, não tiveram os valores detalhados; estão inclusos em "Outros eventos".
| Evento        | V            | F            | SF         | QF         | Últimos 16 | Últimos 32 | Últimos 64 | Últimos 128 | Q3        | Q2        | Q1        |
| Contemplados  | 1            | 1            | 2          | 4          | 8          | 16         | 32         | 64          | 16H / 12M | 32H / 24M | 64H / 48M |
| Simples (2)   | A$ 3.400.000 | A$ 1.700.000 | A$ 750.000 | A$ 375.000 | A$ 193.000 | A$ 108.000 | A$ 67.000  | A$ 38.500   | A$ 18.000 | A$ 9.000  | A$ 4.500  |
| Duplas (2)    | A$ 635.000   | A$ 315.000   | A$ 157.500 | A$ 78.500  | A$ 43.000  | A$ 25.500  | A$ 16.500  | —           | —         | —         | —         |
| Duplas mistas | A$ 157.000   | A$ 78.500    | A$ 39.250  | A$ 18.000  | A$ 9.000   | A$ 4.500   | —          | —           | —         | —         | —         |

Total dos eventos acima: A$ 39.720.000
Outros eventos + per diem (estimado): A$ 4.280.000
Total da premiação: A$ 44.000.000

## Cabeças de chave
Cabeças baseados(as) nos rankings de 11 de janeiro de 2016. Dados de Ranking e Pontos anteriores são de 18 de janeiro de 2016.
A colocação individual nos rankings de duplas masculinas e femininas ajudam a definir os cabeças de chaves nestas categorias e também na de mistas.
Em verde, o(s) cabeça(s) de chave campeão(ões). Em vermelho, o(s) vice-campeão(ões).

### Simples

#### Masculino
| Cabeça | Ranking | Jogador                | Pontos anteriores | Pontos a defender | Pontos conquistados | Nova pontuação | Eliminado na | Eliminado por              |
| ------ | ------- | ---------------------- | ----------------- | ----------------- | ------------------- | -------------- | ------------ | -------------------------- |
| 1      | 1       | Novak Djokovic         | 16.790            | 2.000             | 2.000               | 16.790         | Campeão      | –                          |
| 2      | 2       | Andy Murray            | 8.945             | 1.200             | 1.200               | 8.945          | F            | Novak Djokovic [1]         |
| 3      | 3       | Roger Federer          | 8.165             | 90                | 720                 | 8.795          | SF           | Novak Djokovic [1]         |
| 4      | 4       | Stan Wawrinka          | 6.865             | 720               | 180                 | 6.325          | 4ª fase      | Milos Raonic [13]          |
| 5      | 5       | Rafael Nadal           | 5.230             | 360               | 10                  | 4.880          | 1ª fase      | Fernando Verdasco          |
| 6      | 6       | Tomáš Berdych          | 4.560             | 720               | 360                 | 4.200          | QF           | Roger Federer [3]          |
| 7      | 7       | Kei Nishikori          | 4.235             | 360               | 360                 | 4.235          | QF           | Novak Djokovic [1]         |
| 8      | 8       | David Ferrer           | 4.145             | 180               | 360                 | 4.325          | QF           | Andy Murray [2]            |
| 9      | 10      | Jo-Wilfried Tsonga     | 2.725             | 0                 | 180                 | 2.905          | 4ª fase      | Kei Nishikori [7]          |
| 10     | 11      | John Isner             | 2.495             | 90                | 180                 | 2.585          | 4ª fase      | David Ferrer [8]           |
| 11     | 12      | Kevin Anderson         | 2.475             | 180               | 10                  | 2.305          | 1ª fase, ab. | Rajeev Ram                 |
| 12     | 13      | Marin Čilić            | 2.405             | 0                 | 90                  | 2.495          | 3ª fase      | Roberto Bautista Agut [24] |
| 13     | 14      | Milos Raonic           | 2.270             | 360               | 720                 | 2.630          | SF           | Andy Murray [2]            |
| 14     | 15      | Gilles Simon           | 2.145             | 90                | 180                 | 2.235          | 4ª fase      | Novak Djokovic [1]         |
| 15     | 16      | David Goffin           | 1.835             | 45                | 180                 | 1.970          | 4ª fase      | Roger Federer [3]          |
| 16     | 17      | Bernard Tomic          | 1.720             | 180               | 180                 | 1.720          | 4ª fase      | Andy Murray [2]            |
| 17     | 18      | Benoît Paire           | 1.703             | 27                | 10                  | 1.686          | 1ª fase      | Noah Rubin [WC]            |
| 18     | 19      | Feliciano López        | 1.690             | 180               | 90                  | 1.600          | 3ª fase      | John Isner [10]            |
| 19     | 20      | Dominic Thiem          | 1.645             | 10                | 90                  | 1.725          | 3ª fase      | David Goffin [15]          |
| 20     | 23      | Fabio Fognini          | 1.515             | 10                | 10                  | 1.515          | 1ª fase      | Gilles Müller              |
| 21     | 26      | Viktor Troicki         | 1.475             | 90                | 90                  | 1.475          | 3ª fase      | Milos Raonic [13]          |
| 22     | 24      | Ivo Karlović           | 1.485             | 45                | 10                  | 1.450          | 1ª fase, ab. | Federico Delbonis          |
| 23     | 25      | Gaël Monfils           | 1.485             | 45                | 360                 | 1.800          | QF           | Milos Raonic [13]          |
| 24     | 21      | Roberto Bautista Agut  | 1.640             | 45                | 180                 | 1.775          | 4ª fase      | Tomáš Berdych [6]          |
| 25     | 22      | Jack Sock              | 1.525             | 0                 | 45                  | 1.570          | 2ª fase      | Lukáš Rosol                |
| 26     | 27      | Guillermo García-López | 1.430             | 180               | 90                  | 1.340          | 3ª fase      | Kei Nishikori [7]          |
| 27     | 28      | Grigor Dimitrov        | 1.420             | 180               | 90                  | 1.330          | 3ª fase      | Roger Federer [3]          |
| 28     | 29      | Andreas Seppi          | 1.290             | 180               | 90                  | 1.200          | 3ª fase      | Novak Djokovic [1]         |
| 29     | 30      | Nick Kyrgios           | 1.260             | 360               | 90                  | 990            | 3ª fase      | Tomáš Berdych [6]          |
| 30     | 31      | Jérémy Chardy          | 1.255             | 45                | 45                  | 1.255          | 2ª fase      | Andrey Kuznetsov           |
| 31     | 32      | Steve Johnson          | 1.240             | 90                | 90                  | 1.240          | 3ª fase      | David Ferrer [8]           |
| 32     | 33      | João Sousa             | 1.191             | 90                | 90                  | 1.191          | 3ª fase      | Andy Murray [2]            |

##### Desistências
| Ranking | Jogador         | Pontos anteriores | Pontos a defender | Nova pontuação | Motivo           |
| ------- | --------------- | ----------------- | ----------------- | -------------- | ---------------- |
| 9       | Richard Gasquet | 2.850             | 90                | 2.760          | Lesão nas costas |

#### Feminino
| Cabeça | Ranking | Jogadora                  | Pontos anteriores | Pontos a defender | Pontos conquistados | Nova pontuação | Eliminada na | Eliminada por           |
| ------ | ------- | ------------------------- | ----------------- | ----------------- | ------------------- | -------------- | ------------ | ----------------------- |
| 1      | 1       | Serena Williams           | 9.945             | 2.000             | 1.300               | 9.245          | F            | Angelique Kerber [7]    |
| 2      | 2       | Simona Halep              | 5.965             | 430               | 10                  | 5.545          | 1ª fase      | Zhang Shuai [Q]         |
| 3      | 3       | Garbiñe Muguruza          | 5.101             | 240               | 130                 | 4.991          | 3ª fase      | Barbora Strýcová        |
| 4      | 4       | Agnieszka Radwańska       | 4.670             | 240               | 780                 | 5.210          | SF           | Serena Williams [1]     |
| 5      | 5       | Maria Sharapova           | 4.542             | 1.300             | 430                 | 3.672          | QF           | Serena Williams [1]     |
| 6      | 7       | Petra Kvitová             | 3.642             | 130               | 70                  | 3.582          | 2ª fase      | Daria Gavrilova         |
| 7      | 6       | Angelique Kerber          | 3.710             | 10                | 2.000               | 5.700          | Campeã       | –                       |
| 8      | 10      | Venus Williams            | 3.511             | 430               | 10                  | 3.091          | 1ª fase      | Johanna Konta           |
| 9      | 12      | Karolína Plíšková         | 3.090             | 130               | 130                 | 3.090          | 3ª fase      | Ekaterina Makarova [21] |
| 10     | 11      | Carla Suárez Navarro      | 3.175             | 10                | 430                 | 3.595          | QF           | Agnieszka Radwańska [4] |
| 11     | 14      | Timea Bacsinszky          | 2.954             | 130               | 70                  | 2.894          | 2ª fase      | Annika Beck             |
| 12     | 13      | Belinda Bencic            | 3.030             | 10                | 240                 | 3.260          | 4ª fase      | Maria Sharapova [5]     |
| 13     | 15      | Roberta Vinci             | 2.825             | 70                | 130                 | 2.885          | 3ª fase      | Anna-Lena Friedsam      |
| 14     | 16      | Victoria Azarenka         | 2.745             | 240               | 430                 | 2.935          | QF           | Angelique Kerber [7]    |
| 15     | 17      | Madison Keys              | 2.600             | 780               | 240                 | 2.060          | 4ª fase      | Zhang Shuai [Q]         |
| 16     | 18      | Caroline Wozniacki        | 2.571             | 70                | 10                  | 2.511          | 1ª fase      | Yulia Putintseva        |
| 17     | 19      | Sara Errani               | 2.525             | 130               | 10                  | 2.405          | 1ª fase      | Margarita Gasparyan     |
| 18     | 21      | Elina Svitolina           | 2.465             | 130               | 70                  | 2.405          | 2ª fase      | Naomi Osaka [Q]         |
| 19     | 22      | Jelena Janković           | 2.445             | 10                | 70                  | 2.505          | 2ª fase      | Laura Siegemund         |
| 20     | 23      | Ana Ivanovic              | 2.341             | 10                | 130                 | 2.461          | 3ª fase      | Madison Keys [15]       |
| 21     | 24      | Ekaterina Makarova        | 2.300             | 780               | 240                 | 1.760          | 4ª fase      | Johanna Konta           |
| 22     | 25      | Andrea Petkovic           | 2.230             | 10                | 10                  | 2.230          | 1ª fase      | Elizaveta Kulichkova    |
| 23     | 20      | Svetlana Kuznetsova       | 2.475             | 10                | 70                  | 2.535          | 2ª fase      | Kateryna Bondarenko     |
| 24     | 26      | Sloane Stephens           | 1.965             | 10                | 10                  | 1.965          | 1ª fase      | Wang Qiang [Q]          |
| 25     | 27      | Samantha Stosur           | 1.935             | 70                | 10                  | 1.875          | 1ª fase      | Kristýna Plíšková [Q]   |
| 26     | 28      | Anastasia Pavlyuchenkova  | 1.880             | 10                | 10                  | 1.880          | 1ª fase      | Lauren Davis            |
| 27     | 29      | Anna Karolína Schmiedlová | 1.875             | 70                | 10                  | 1.815          | 1ª fase      | Daria Kasatkina         |
| 28     | 30      | Kristina Mladenovic       | 1.725             | 70                | 130                 | 1.785          | 3ª fase      | Daria Gavrilova         |
| 29     | 31      | Irina-Camelia Begu        | 1.630             | 240               | 10                  | 1.400          | 1ª fase      | Johanna Larsson         |
| 30     | 32      | Sabine Lisicki            | 1.622             | 10                | 70                  | 1.682          | 2ª fase      | Denisa Allertová        |
| 31     | 35      | Lesia Tsurenko            | 1.398             | 10                | 10                  | 1.398          | 1ª fase      | Varvara Lepchenko       |
| 32     | 34      | Caroline Garcia           | 1.420             | 130               | 10                  | 1.300          | 1ª fase      | Barbora Strýcová        |

##### Desistências
| Ranking | Jogadora        | Pontos anteriores | Pontos a defender | Nova pontuação | Motivo              |
| ------- | --------------- | ----------------- | ----------------- | -------------- | ------------------- |
| 8       | Flavia Pennetta | 3.621             | 10                | 3.611          | Aposentada          |
| 9       | Lucie Šafářová  | 3.590             | 10                | 3.580          | Infecção bacteriana |

### Duplas
| Cabeça | Ranking | Equipe                | Equipe            |
| ------ | ------- | --------------------- | ----------------- |
| 1      | 5       | Jean-Julien Rojer     | Horia Tecău       |
| 2      | 7       | Ivan Dodig            | Marcelo Melo      |
| 3      | 9       | Bob Bryan             | Mike Bryan        |
| 4      | 20      | Rohan Bopanna         | Florin Mergea     |
| 5      | 23      | Simone Bolelli        | Fabio Fognini     |
| 6      | 26      | Pierre-Hugues Herbert | Nicolas Mahut     |
| 7      | 29      | Jamie Murray          | Bruno Soares      |
| 8      | 38      | Henri Kontinen        | John Peers        |
| 9      | 40      | Vasek Pospisil        | Jack Sock         |
| 10     | 45      | Łukasz Kubot          | Marcin Matkowski  |
| 11     | 49      | Dominic Inglot        | Robert Lindstedt  |
| 12     | 52      | Juan Sebastián Cabal  | Robert Farah      |
| 13     | 56      | Raven Klaasen         | Rajeev Ram        |
| 14     | 62      | Treat Huey            | Max Mirnyi        |
| 15     | 64      | Feliciano López       | Marc López        |
| 16     | 73      | Pablo Cuevas          | Marcel Granollers |

| Cabeça | Ranking | Equipe                   | Equipe                 |
| ------ | ------- | ------------------------ | ---------------------- |
| 1      | 3       | Martina Hingis           | Sania Mirza            |
| 2      | 19      | Chan Hao-ching           | Chan Yung-jan          |
| 3      | 24      | Caroline Garcia          | Kristina Mladenovic    |
| 4      | 26      | Tímea Babos              | Katarina Srebotnik     |
| 5      | 35      | Anastasia Pavlyuchenkova | Elena Vesnina          |
| 6      | 36      | Raquel Atawo             | Abigail Spears         |
| 7      | 37      | Andrea Hlaváčková        | Lucie Hradecká         |
| 8      | 56      | Lara Arruabarrena        | Andreja Klepač         |
| 9      | 60      | Irina-Camelia Begu       | Monica Niculescu       |
| 10     | 65      | Anabel Medina Garrigues  | Arantxa Parra Santonja |
| 11     | 66      | Yaroslava Shvedova       | Samantha Stosur        |
| 12     | 73      | Anna-Lena Grönefeld      | Coco Vandeweghe        |
| 13     | 75      | Julia Goerges            | Karolína Plíšková      |
| 14     | 75      | Kiki Bertens             | Johanna Larsson        |
| 15     | 80      | Xu Yifan                 | Zheng Saisai           |
| 16     | 88      | Gabriela Dabrowski       | Alicja Rosolska        |

#### Mistas
| Cabeça | Ranking | Equipe                | Equipe           |
| ------ | ------- | --------------------- | ---------------- |
| 1      | 7       | Sania Mirza           | Ivan Dodig       |
| 2      | 7       | Bethanie Mattek-Sands | Bob Bryan        |
| 3      | 16      | Chan Yung-jan         | Rohan Bopanna    |
| 4      | 23      | Katarina Srebotnik    | Jamie Murray     |
| 5      | 30      | Elena Vesnina         | Bruno Soares     |
| 6      | 33      | Lucie Hradecká        | Marcin Matkowski |
| 7      | 39      | Raquel Atawo          | Raven Klaasen    |
| 8      | 41      | Chan Hao-ching        | Max Mirnyi       |

## Convidados à chave principal

### Simples
| Masculino | Feminino |
| --- | --- |
| 1. James Duckworth 2. Matthew Ebden 3. Quentin Halys 4. Lleyton Hewitt 5. Omar Jasika 6. Yoshihito Nishioka 7. Noah Rubin 8. Jordan Thompson | 1. Kimberly Birrell 2. Samantha Crawford 3. Océane Dodin 4. Han Xinyun 5. Priscilla Hon 6. Maddison Inglis 7. Tammi Patterson 8. Storm Sanders |

### Duplas
| Masculinas | Femininas | Mistas |
| --- | --- | --- |
| 1. Alex Bolt / Andrew Whittington 2. James Duckworth / John Millman 3. Sam Groth / Lleyton Hewitt 4. Hsieh Cheng-peng / Yang Tsung-hua 5. Omar Jasika / Nick Kyrgios 6. Austin Krajicek / Donald Young 7. Luke Saville / John-Patrick Smith | 1. Shuko Aoyama / Makoto Ninomiya 2. Alison Bai / Naiktha Bains 3. Kimberly Birrell / Priscilla Hon 4. Daniela Hantuchová / Jarmila Wolfe w.o. 5. Jessica Moore / Storm Sanders 6. Tammi Patterson / Olivia Rogowska 7. Ellen Perez / Belinda Woolcock | 1. Kimberly Birrell / John Millman 2. Daria Gavrilova / Luke Saville 3. Maddison Inglis / Benjamin Mitchell 4. Jessica Moore / Marc Polmans 5. Anastasia Rodionova / Chris Guccione 6. Arina Rodionova / Matt Reid 7. Ajla Tomljanović / Nick Kyrgios 8. Zheng Saisai / Chung Hyeon |

## Qualificados à chave principal
O qualificatório aconteceu no Melbourne Park entre 13 e 16 de janeiro de 2016.

### Simples
| Masculino | Feminino |
| --- | --- |
| 1. Daniel Evans 2. Jozef Kovalík 3. Tim Smyczek 4. Wu Di 5. Radek Štěpánek 6. Mirza Bašić 7. Ryan Harrison 8. Peter Gojowczyk 9. Taylor Fritz 10. Daniel Brands 11. Pierre-Hugues Herbert 12. Yūichi Sugita 13. Tatsuma Ito 14. Stéphane Robert 15. Marco Trungelliti 16. Renzo Olivo | 1. Wang Qiang 2. Nicole Gibbs 3. Wang Yafan 4. Naomi Osaka 5. Anastasija Sevastova 6. Zhang Shuai 7. Kristýna Plíšková 8. Viktorija Golubic 9. Luksika Kumkhum 10. Maryna Zanevska 11. Maria Sakkari 12. Tamira Paszek |

Lucky losers
| 1. Bjorn Fratangelo |

## Eliminações em simples

### Masculino
| Final                | Final                   | Final                     | Final                       |
| -------------------- | ----------------------- | ------------------------- | --------------------------- |
| Andy Murray [2]      |                         |                           |                             |
| Semifinais           |                         |                           |                             |
| Roger Federer [3]    | Roger Federer [3]       | Milos Raonic [13]         | Milos Raonic [13]           |
| Quartas de final     |                         |                           |                             |
| Kei Nishikori [7]    | Tomáš Berdych [6]       | Gaël Monfils [23]         | David Ferrer [8]            |
| Quarta fase          |                         |                           |                             |
| Gilles Simon [14]    | Jo-Wilfried Tsonga [9]  | David Goffin [15]         | Roberto Bautista Agut [24]  |
| Andrey Kuznetsov     | Stan Wawrinka [4]       | John Isner [10]           | Bernard Tomic [16]          |
| Terceira fase        |                         |                           |                             |
| Andreas Seppi [28]   | Federico Delbonis       | Pierre-Hugues Herbert (Q) | Guillermo García-López [26] |
| Grigor Dimitrov [27] | Dominic Thiem [19]      | Marin Čilić [12]          | Nick Kyrgios [29]           |
| Dudi Sela            | Stéphane Robert (Q)     | Viktor Troicki [21]       | Lukáš Rosol                 |
| Steve Johnson [31]   | Feliciano López [18]    | John Millman              | João Sousa [32]             |
| Segunda fase         |                         |                           |                             |
| Quentin Halys (WC)   | Denis Kudla             | Renzo Olivo (Q)           | Evgeny Donskoy              |
| Omar Jasika (WC)     | Noah Rubin (WC)         | Daniel Brands (Q)         | Austin Krajicek             |
| Alexandr Dolgopolov  | Marco Trungelliti (Q)   | Nicolás Almagro           | Damir Džumhur               |
| Albert Ramos         | Dušan Lajović           | Pablo Cuevas              | Mirza Bašić (Q)             |
| Fernando Verdasco    | Jérémy Chardy [30]      | Nicolas Mahut             | Rajeev Ram                  |
| Tommy Robredo        | Tim Smyczek (Q)         | Jack Sock [25]            | Radek Štěpánek (Q)          |
| Lleyton Hewitt (WC)  | Thomaz Bellucci         | Guido Pella               | Marcel Granollers           |
| Simone Bolelli       | Gilles Müller           | Santiago Giraldo          | Sam Groth                   |
| Primeira fase        |                         |                           |                             |
| Chung Hyeon          | Ivan Dodig              | Filip Krajinović          | Teymuraz Gabashvili         |
| Ivo Karlović [22]    | Jiří Veselý             | Íñigo Cervantes           | Vasek Pospisil              |
| Marcos Baghdatis     | Illya Marchenko         | Pablo Andújar             | Benoît Paire [17]           |
| Paul-Henri Mathieu   | Víctor Estrella Burgos  | Wu Di (Q)                 | Philipp Kohlschreiber       |
| Nikoloz Basilashvili | Ričardas Berankis       | Jozef Kovalík (Q)         | Paolo Lorenzi               |
| Leonardo Mayer       | Julien Benneteau (PR)   | Kyle Edmund               | Sergiy Stakhovsky           |
| Thiemo de Bakker     | Borna Ćorić             | Sam Querrey               | Martin Kližan               |
| Pablo Carreño        | Yoshihito Nishioka (WC) | Robin Haase               | Yuki Bhambri                |
| Rafael Nadal [5]     | Benjamin Becker         | Ryan Harrison (Q)         | Ernests Gulbis              |
| Yūichi Sugita (Q)    | Marco Cecchinato        | Bjorn Fratangelo (LL)     | Kevin Anderson [11]         |
| Lucas Pouille        | Malek Jaziri            | Daniel Gimeno-Traver      | Daniel Muñoz de la Nava     |
| Taylor Fritz (Q)     | Taro Daniel             | Tatsuma Ito (Q)           | Dmitry Tursunov (PR)        |
| Peter Gojowczyk (Q)  | James Duckworth (WC)    | Jordan Thompson (WC)      | Aljaž Bedene                |
| Daniel Evans (Q)     | Steve Darcis            | Matthew Ebden (WC)        | Jerzy Janowicz              |
| Denis Istomin        | Brian Baker (PR)        | Diego Schwartzman         | Fabio Fognini [20]          |
| Mikhail Kukushkin    | Donald Young            | Adrian Mannarino          | Alexander Zverev            |

### Feminino
| Final                         | Final                     | Final                   | Final                          |
| ----------------------------- | ------------------------- | ----------------------- | ------------------------------ |
| Serena Williams [1]           |                           |                         |                                |
| Semifinais                    |                           |                         |                                |
| Agnieszka Radwańska [4]       | Agnieszka Radwańska [4]   | Johanna Konta           | Johanna Konta                  |
| Quartas de final              |                           |                         |                                |
| Maria Sharapova [5]           | Carla Suárez Navarro [10] | Victoria Azarenka [14]  | Zhang Shuai (Q)                |
| Quarta fase                   |                           |                         |                                |
| Margarita Gasparyan           | Belinda Bencic [12]       | Anna-Lena Friedsam      | Daria Gavrilova                |
| Annika Beck                   | Barbora Strýcová          | Ekaterina Makarova [21] | Madison Keys [15]              |
| Terceira fase                 |                           |                         |                                |
| Daria Kasatkina               | Yulia Putintseva          | Kateryna Bondarenko     | Lauren Davis                   |
| Mónica Puig                   | Roberta Vinci [13]        | Elizaveta Kulichkova    | Kristina Mladenovic [28]       |
| Madison Brengle               | Laura Siegemund           | Naomi Osaka (Q)         | Garbiñe Muguruza [3]           |
| Denisa Allertová              | Karolína Plíšková [9]     | Ana Ivanovic [20]       | Varvara Lepchenko              |
| Segunda fase                  |                           |                         |                                |
| Hsieh Su-wei                  | Ana Konjuh                | Kurumi Nara             | Han Xinyun (WC)                |
| Tímea Babos                   | Svetlana Kuznetsova [23]  | Magdaléna Rybáriková    | Aliaksandra Sasnovich          |
| Eugenie Bouchard              | Kristýna Plíšková (Q)     | Wang Qiang (Q)          | Irina Falconi                  |
| Maria Sakkari (Q)             | Monica Niculescu          | Nicole Gibbs (Q)        | Petra Kvitová [6]              |
| Alexandra Dulgheru            | Johanna Larsson           | Jelena Janković [19]    | Timea Bacsinszky [11]          |
| Danka Kovinić                 | Elina Svitolina [18]      | Vania King (PR)         | Kirsten Flipkens               |
| Zheng Saisai                  | Sabine Lisicki [30]       | Tatjana Maria           | Julia Görges                   |
| Yaroslava Shvedova            | Anastasija Sevastova (Q)  | Lara Arruabarrena       | Alizé Cornet                   |
| Primeira fase                 |                           |                         |                                |
| Camila Giorgi                 | Jeļena Ostapenko          | Urszula Radwańska       | Anna Karolína Schmiedlová [27] |
| Sara Errani [17]              | Océane Dodin (WC)         | Mariana Duque           | Caroline Wozniacki [16]        |
| Alison Riske                  | Heather Watson            | Ajla Tomljanović        | Daniela Hantuchová             |
| Anastasia Pavlyuchenkova [26] | Yanina Wickmayer          | Evgeniya Rodina         | Nao Hibino                     |
| Christina McHale              | Aleksandra Krunić         | Magda Linette           | Samantha Stosur [25]           |
| Sloane Stephens [24]          | Lourdes Domínguez Lino    | Anna Tatishvili         | Tamira Paszek (Q)              |
| Viktorija Golubic (Q)         | Wang Yafan (Q)            | Teliana Pereira         | Andrea Petkovic [22]           |
| Dominika Cibulková            | Klára Koukalová           | Lucie Hradecká          | Luksika Kumkhum (Q)            |
| Misaki Doi                    | Storm Sanders (WC)        | Coco Vandeweghe         | Irina-Camelia Begu [29]        |
| Polona Hercog                 | Kiki Bertens              | Priscilla Hon (WC)      | Kateřina Siniaková             |
| Alison Van Uytvanck           | Samantha Crawford (WC)    | Donna Vekić             | Victoria Duval (PR)            |
| Caroline Garcia [32]          | Mona Barthel              | Mirjana Lučić-Baroni    | Anett Kontaveit                |
| Venus Williams [8]            | Carina Witthöft           | Bethanie Mattek-Sands   | Petra Cetkovská (PR)           |
| Maddison Inglis (WC)          | Olga Govortsova           | Andreea Mitu            | Kimberly Birrell (WC)          |
| Zarina Diyas                  | Tsvetana Pironkova        | Jarmila Wolfe           | Tammi Patterson (WC)           |
| Lesia Tsurenko [31]           | Maryna Zanevska (Q)       | Bojana Jovanovski       | Simona Halep [2]               |

## Finais

### Profissional
| Categoria | Evento    | Campeã(s)(o/ões)           | Vice-campeã(s)(o/ões)            | Resultado        | Chave(s)  | Chave(s)       |
| --------- | --------- | -------------------------- | -------------------------------- | ---------------- | --------- | -------------- |
| Simples   | Masculino | Novak Djokovic             | Andy Murray                      | 6–1, 7–5, 7–6    | principal | qualificatório |
| Simples   | Feminino  | Angelique Kerber           | Serena Williams                  | 6–4, 3–6, 6–4    | principal | qualificatório |
| Duplas    | Masculino | Jamie Murray Bruno Soares  | Daniel Nestor Radek Štěpánek     | 2–6, 6–4, 7–5    | principal | principal      |
| Duplas    | Feminino  | Martina Hingis Sania Mirza | Andrea Hlaváčková Lucie Hradecká | 7–61, 6–3        | principal | principal      |
| Duplas    | Misto     | Elena Vesnina Bruno Soares | Coco Vandeweghe Horia Tecău      | 6–4, 4–6, [10–5] | principal | principal      |

### Juvenil
| Categoria | Evento    | Campeã(s)(o/ões)                  | Vice-campeã(s)(o/ões)                | Resultado         | Chave(s)  | Chave(s)       |
| --------- | --------- | --------------------------------- | ------------------------------------ | ----------------- | --------- | -------------- |
| Simples   | Masculino | Oliver Anderson                   | Jurabek Karimov                      | 6–2, 1–6, 6–1     | principal | qualificatório |
| Simples   | Feminino  | Vera Lapko                        | Tereza Mihalíková                    | 6–3, 6–4          | principal | qualificatório |
| Duplas    | Masculino | Alex de Minaur Blake Ellis        | Lukáš Klein Patrik Rikl              | 3–6, 7–5, [12–10] | principal | principal      |
| Duplas    | Feminino  | Anna Kalinskaya Tereza Mihalíková | Dayana Yastremska Anastasia Zarytska | 6–1, 6–1          | principal | principal      |

### Cadeirante
| Categoria | Evento       | Campeã(s)(o/ões)               | Vice-campeã(s)(o/ões)          | Resultado     | Chave     |
| --------- | ------------ | ------------------------------ | ------------------------------ | ------------- | --------- |
| Simples   | Masculino    | Gordon Reid                    | Joachim Gérard                 | 7–67, 6–4     | principal |
| Simples   | Feminino     | Jiske Griffioen                | Aniek van Koot                 | 6–3, 7–5      | principal |
| Simples   | Tetraplégico | Dylan Alcott                   | David Wagner                   | 6–2, 6–2      | principal |
| Duplas    | Masculino    | Stéphane Houdet Nicolas Peifer | Gordon Reid Shingo Kunieda     | 6–3, 3–6, 7–5 | principal |
| Duplas    | Feminino     | Marjolein Buis Yui Kamiji      | Jiske Griffioen Aniek van Koot | 6–2, 6–2      | principal |
| Duplas    | Tetraplégico | Lucas Sithole David Wagner     | Dylan Alcott Andrew Lapthorne  | 6–1, 6–3      | principal |

### Outros eventos
| Categoria        | Evento    | Campeã(s)(o/ões)                      | Vice-campeã(s)(o/ões)             | Resultado                         | Chave     |           |
| ---------------- | --------- | ------------------------------------- | --------------------------------- | --------------------------------- | --------- | --------- |
| Duplas lendárias | Masculino | Jonas Björkman Thomas Johansson       | Thomas Enqvist Magnus Norman      | 4–3(5–4), 1–4, 4–3(5–3)           | principal | principal |
| Duplas lendárias | Feminino  | Lindsay Davenport Martina Navrátilová | Evento decidido em fase de grupos | Evento decidido em fase de grupos | principal | principal |